# Dean Koontz
Dean Koontz (Everett, 9. srpnja 1945.), američki je književnik. Njegovi su romani po tematici najčešće trileri te nerijetko sadrže elemente horora, znanstvene fantastike, misterije i satire. Brojne su se Koontzove knjige pojavile na vrhu ljestvica čitanosti New York Timesa, a neke su zauzele i prvo mjesto. Koontz se na početku svoje karijere koristio brojnim pseudonimima, a zanimljivo je da je dosad prodano čak 450 milijuna primjeraka njegovih knjiga. Članom je Republikanske stranke i preobraćeni je rimokatolik.

## Životopis
Rođen je u Everettu u Pennsylvaniji kao sin Florence i Raymonda Koontza. Veliku ulogu u Koontzovu zanimanju za pisanje imao je njegov otac, inače alkoholičar, koji ga je redovito zlostavljao, a jačim ga je činila majčina hrabrost jer se njegovu ocu uspijevala suprotstaviti.
Na zadnjoj godini studija engleskog jezika i književnosti na Sveučilištu Shippensberg, Koontz je pobijedio na natjecanju u pisanju znanstvene fantastike koje je tada sponzorirao časopis The Atlantic. Nakon što je diplomirao 1967. godine, počeo je raditi kao profesor engleskog jezika i književnosti u srednjoj školi u Mechanicsburgu.
Tijekom šezdesetih radio je za Appalachian Poverty Program, inicijativu koju je financirala država te je njezina svrha bila pomoć siromašnoj djeci.

## Karijera
U slobodno vrijeme napisao je svoj prvi roman, Star Quest, koji je objavljen 1968. godine. Na katoličanstvo se preobratio tijekom studija jer je smatrao da mu daje odgovore na sva životna pitanja. Kako je i sam kazao, u katoličanstvu je pronašao misteriju i čudo te je bio opčinjen "intelektualnom strogoćom" kakvu mu je nova vjera pružala.